# Batrachuperus yenyuanensis
Batrachuperus yenyuanensis är en groddjursart som beskrevs av Liu 1950. Batrachuperus yenyuanensis ingår i släktet Batrachuperus och familjen Hynobiidae. IUCN kategoriserar arten globalt som sårbar. Inga underarter finns listade.